# Tadeu França
José Tadeu Bento França (Astorga, 21 de abril de 1946) é um escritor advogado, filósofo, professor e político brasileiro. Exerceu o mandato de deputado constituinte, representando o Estado do Paraná.

## Vida pessoal
Bento França nasceu no distrito de Santa Fé, que na época era um distrito subordinado a Astorga, filho de Militão Bento França e Maria Gonçalves da Silva. Casou-se com  Clarice Bedim França, com quem teve três filhos.
É graduado em letras pela Universidade Estadual de Londrina (1970), em filosofia pela Universidade de Passo Fundo (1973) e em Direito, pela Faculdade de Direito de Itapetinga (1985). Mestre em Letras pela Centro de Pós-Graduação de Bauru (1977). Foi professor da rede pública de ensino do Paraná. Após sua saída da vida pública, tornou-se professor de literatura na Universidade Estadual de Maringá.
Em 5 de dezembro de 2017, foi agraciado com o Título de Cidadão Benemérito de Maringá, concedido pela Câmara Municipal.

### Carreira política
Em 1976 foi eleito vereador pelo Movimento Democrático Brasileiro (MDB) na cidade de Maringá. Tomou posse em fevereiro de 1977 e exerceu o mandato até 1983. Após o fim do bipartidarismo imposto pela Ditadura Militar, ingressa no PMDB.
Nas eleições de 1982, Tadeu é eleito para exercer um mandato na Assembleia Legislativa do Paraná (ALEP) pelo PMDB. Durante o mandato foi presidente da Comissão de Educação da ALEP.
Participou da eleição em 1986 para a Assembleia Nacional Constituinte de 1987-1988, também pelo PMDB, após receber pouco mais de 37 mil votos. Na Constituinte, integrou a Subcomissão da Educação, Cultura e Esportes, as comissões da Família, da Educação, Cultura e Esportes, da Ciência e Tecnologia e da Comunicação e foi suplente da Subcomissão de Garantia da Constituição, Reformas e Emendas, da Comissão de Organização Eleitoral, Partidária e Garantia das Instituições.
Considerado um dos representantes da esquerda na Constituinte, esteve a frente reformas agrárias e urbanas, além de garantias trabalhistas, além de pertencer a Frente Pró-Índio.
Após a promulgação da nova Constituição, ingressou no PDT e voltou a participar dos trabalhos ordinários da Câmara até o fim da legislatura em 1991. Optou por não disputar a reeleição.
Assumiu entre os anos de 1991 e 1993 a Secretaria do Meio Ambiente do Paraná, no governo de Roberto Requião.

## Desempenho Eleitoral
| Ano  | Eleição              | Partido | Cargo             | Votos para Tadeu | Votos para Tadeu | Votos para Tadeu | Resultado  | Ref |
| Ano  | Eleição              | Partido | Cargo             | Votos            | %                | P.               | Resultado  | Ref |
| ---- | -------------------- | ------- | ----------------- | ---------------- | ---------------- | ---------------- | ---------- | --- |
| 1976 | Municipal de Maringá | MDB     | Vereador          | 1.093            | -                | 8°               | Eleito     |     |
| 1982 | Estadual do Paraná   | MDB     | Deputado Estadual | 35.926           | -                | 9°               | Eleito     |     |
| 1986 | Estadual do Paraná   | MDB     | Deputado Federal  | 37.186           | -                | 29°              | Eleito     |     |
| 1990 | Estadual do Paraná   | PDT     | Senador           | 56.746           | 2,12%            | 7°               | Não Eleito |     |